# Nationale Vergadering (Guinee)
De Nationale Vergadering (Frans: Assemblée nationale) is het eenkamerparlement van de Republiek Guinee en telt 114 leden gekozen voor een periode van vijf jaar. Van hen worden er 76 gekozen via het stelsel van het evenredige vertegenwoordiging en de overige 38 worden gekozen via het meerderheidsstelsel.
De Nationale Vergadering ontstond in het jaar van de onafhankelijkheid van het land, in 1958. Van 1960 tot 1984 was Guinee een eenpartijstaat met de Parti démocratique de guinée (PDG) als enige legale partij. Verkiezingen vonden in die periode ook op basis van het eenpartijstelsel plaats. In 1984 greep het leger de macht en stond het land onder leiding van generaal Lansana Conté. De verkiezingen werden telkens uitgesteld en vonden pas in 1995 voor het eerst plaats. De Parti de l'unité et du progrès van president Conté won de verkiezingen die door de oppositie grotendeels werden geboycot. In 2002 won de partij van de president wederom de parlementsverkiezingen. Na het overlijden van Conté in 2008 greep het leger opnieuw de macht. Na het herstel van het burgerbewind vonden er in 2013 voor het eerst weer verkiezingen plaats die werden gewonnen door de partij (Rassemblement du peuple de Guinée) van zittend president Alpha Condé. De RPG wist haar winst in 2020 te verzilveren.
Claude Kory Kondiano (RPG) is sinds 2014 voorzitter van de Nationale Vergadering.

## Zetelverdeling

Zetelverdeling na de verkiezingen van 2020

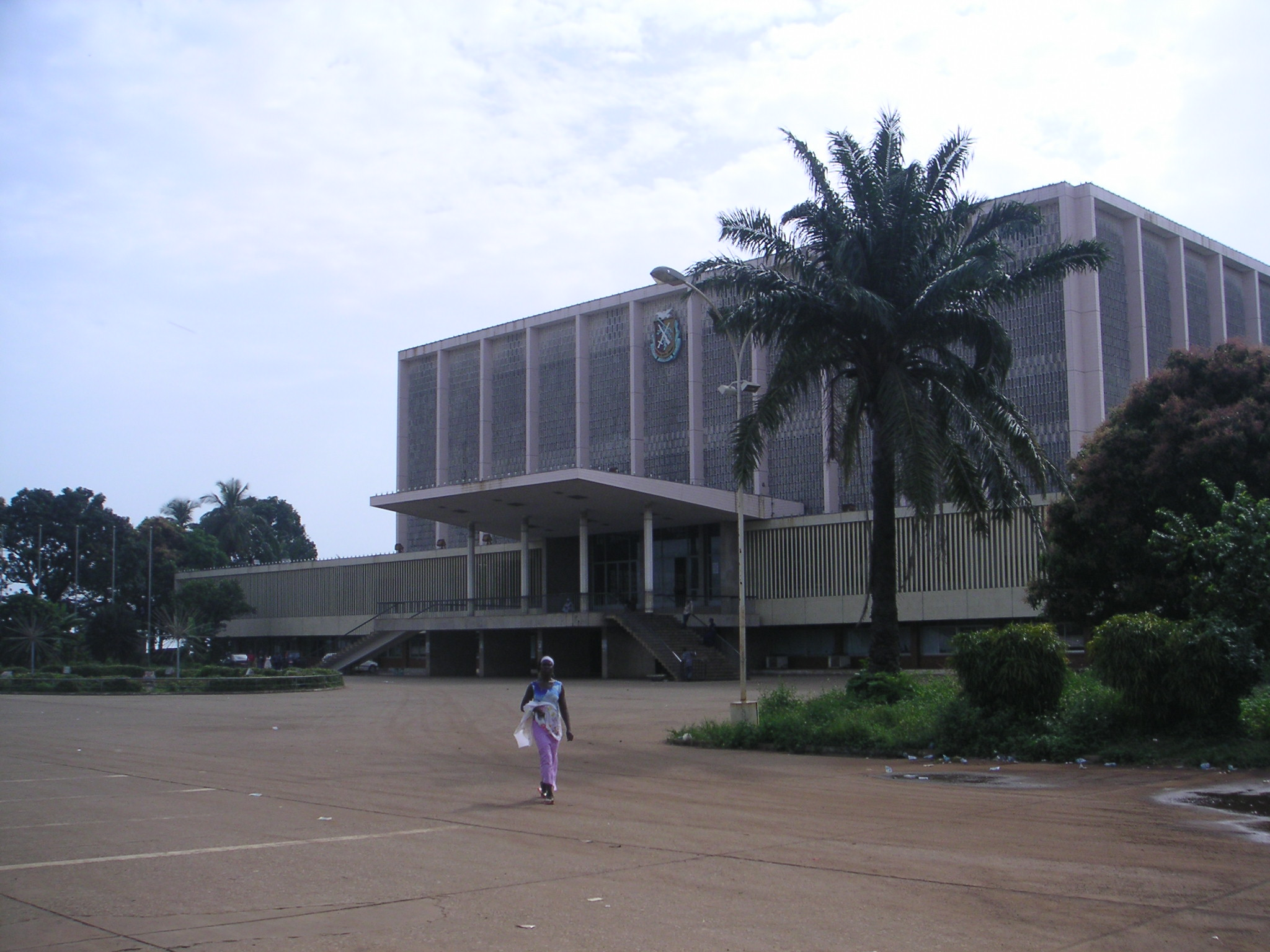
Het Palais du Peuple, zetel van de Nationale Vergadering in Conakry